# Niphadostola
Niphadostola là một chi bướm đêm thuộc phân họ Tortricinae của họ Tortricidae.

## Các loài
- Niphadostola asceta Diakonoff, 1989
- Niphadostola chionea Diakonoff, 1989
- Niphadostola crocosema Diakonoff, 1989